# Петриловка (приток Барановки)
Петриловка — река в России, протекает в Вышневолоцком районе Тверской области. Река вытекает из лесного болота и течёт на север. Устье реки находится в 5 км по левому берегу реки Барановка. Длина реки составляет 12 км.
Река протекает через деревню Петрилово Лужниковского сельского поселения.

## Данные водного реестра
По данным государственного водного реестра России относится к Балтийскому бассейновому округу, водохозяйственный участок реки — Шлина, речной подбассейн реки — Волхов. Относится к речному бассейну реки Нева (включая бассейны рек Онежского и Ладожского озера).
Код объекта в государственном водном реестре — 01040200112102000019884.